# 宮市剛
宮市 剛（みやいち つよし、1995年6月1日 - ）は、愛知県名古屋市出身のプロサッカー選手。Jリーグ・カマタマーレ讃岐所属。ポジションはフォワード、ディフェンダー。
サッカー日本代表で横浜F・マリノス所属の宮市亮は実兄。

## 来歴
シルフィードFCを経て、中学時代は名古屋グランパスU15に所属。チームメイトに森勇人や石田雅俊らがいる。ユース昇格を打診されたが、高校サッカーへの憧れがあったため、これを断り兄・宮市亮と同じ中京大学附属中京高校に進学。1年時に出場した第90回全国高等学校サッカー選手権大会では、エースとして3試合で3得点を挙げる活躍を見せ、チームの8強入りに貢献した。2013年8月、湘南ベルマーレに特別指定選手として選手登録。
Jリーグ複数クラブによる競合の末、2014年より湘南ベルマーレへ入団。同年2月、J3に参戦するJリーグ・アンダー22選抜に選手登録された。
2015年、水戸ホーリーホックへ期限付き移籍。
2016年、ガイナーレ鳥取へ期限付き移籍。12月18日、湘南に復帰することが発表された。
2017年6月29日にMIOびわこ滋賀へ育成型期限付き移籍する事が発表された。
2018シーズンよりグルージャ盛岡へ期限付き移籍することになった。
2018年12月6日、湘南ベルマーレ、グルージャ盛岡共に一度は契約満了の発表が行われた 。その後、同年12月12日にフクダ電子アリーナで行われたJリーグ合同トライアウトに出場 を経て、改めて2019年、いわてグルージャ盛岡に完全移籍。
2020年12月15日、いわてグルージャ盛岡は契約の更新を発表。その際、宮市がオスグット症候群により、2021年2月中旬ごろまで離脱する見通しを発表した。
2024年11月23日、契約満了に伴い7シーズンにわたってプレーした盛岡を退団することが発表された。12月27日、カマタマーレ讃岐への移籍が発表された。

## 所属クラブ
- シルフィードFC（名古屋市立貴船小学校）
- 2008年 - 2010年 名古屋グランパスU15（名古屋市立高針台中学校）
- 2011年 - 2013年 中京大学附属中京高等学校
  - 2013年8月 - 同年12月  湘南ベルマーレ（特別指定選手）
- 2014年 - 2018年  湘南ベルマーレ
  - 2014年 - 2015年  Jリーグ・アンダー22選抜
  - 2015年  水戸ホーリーホック（期限付き移籍）
  - 2016年  ガイナーレ鳥取（期限付き移籍）
  - 2017年7月 - 同年12月  MIOびわこ滋賀（期限付き移籍）
  - 2018年  グルージャ盛岡（期限付き移籍）
- 2019年 - 2024年  いわてグルージャ盛岡
- 2025年 -  カマタマーレ讃岐

## 個人成績
| 国内大会個人成績 | 国内大会個人成績 | 国内大会個人成績 | 国内大会個人成績 | 国内大会個人成績 | 国内大会個人成績 | 国内大会個人成績 | 国内大会個人成績 | 国内大会個人成績 | 国内大会個人成績 | 国内大会個人成績 | 国内大会個人成績 |
| 年度             | クラブ           | 背番号           | リーグ           | リーグ戦         | リーグ戦         | リーグ杯         | リーグ杯         | オープン杯       | オープン杯       | 期間通算         | 期間通算         |
| 年度             | クラブ           | 背番号           | リーグ           | 出場             | 得点             | 出場             | 得点             | 出場             | 得点             | 出場             | 得点             |
| 日本             | 日本             | 日本             | 日本             | リーグ戦         | リーグ戦         | リーグ杯         | リーグ杯         | 天皇杯           | 天皇杯           | 期間通算         | 期間通算         |
| ---------------- | ---------------- | ---------------- | ---------------- | ---------------- | ---------------- | ---------------- | ---------------- | ---------------- | ---------------- | ---------------- | ---------------- |
| 2014             | 湘南             | 18               | J2               | 4                | 0                | -                | -                | 1                | 0                | 5                | 0                |
| 2015             | 水戸             | 14               | J2               | 14               | 0                | -                | -                | 0                | 0                | 14               | 0                |
| 2016             | 鳥取             | 20               | J3               | 17               | 1                | -                | -                | 1                | 2                | 18               | 3                |
| 2017             | 湘南             | 26               | J2               | 0                | 0                | -                | -                | 0                | 0                | 0                | 0                |
| 2017             | M滋賀            | 39               | JFL              | 3                | 0                | -                | -                | -                | -                | 3                | 0                |
| 2018             | 盛岡/岩手        | 18               | J3               | 29               | 3                | -                | -                | 1                | 0                | 30               | 3                |
| 2019             | 盛岡/岩手        | 18               | J3               | 25               | 3                | -                | -                | 1                | 0                | 26               | 3                |
| 2020             | 盛岡/岩手        | 18               | J3               | 24               | 0                | -                | -                | 0                | 0                | 24               | 0                |
| 2021             | 盛岡/岩手        | 18               | J3               | 1                | 0                | -                | -                | 0                | 0                | 1                | 0                |
| 2022             | 盛岡/岩手        | 18               | J2               | 23               | 2                | -                | -                | 1                | 0                | 24               | 2                |
| 2023             | 盛岡/岩手        | 18               | J3               | 35               | 4                | -                | -                | 0                | 0                | 35               | 4                |
| 2024             | 盛岡/岩手        | 18               | J3               | 25               | 0                | 1                | 0                | 2                | 0                | 28               | 0                |
| 2025             | 讃岐             | 18               | J3               |                  |                  |                  |                  |                  |                  |                  |                  |
| 通算             | 日本             | 日本             | J2               | 41               | 2                | -                | -                | 2                | 0                | 43               | 2                |
| 通算             | 日本             | 日本             | J3               | 156              | 11               | 1                | 0                | 5                | 2                | 162              | 13               |
| 通算             | 日本             | 日本             | JFL              | 3                | 0                | -                | -                | -                | -                | 3                | 0                |
| 総通算           | 総通算           | 総通算           | 総通算           | 140              | 9                | 0                | 0                | 5                | 2                | 145              | 11               |

- 2013年は特別指定選手

その他の公式戦
| 2014   | J-22   | -      | J3     | 5 | 0 | 5 | 0 |
| 2015   | J-22   | -      | J3     | 3 | 0 | 3 | 0 |
| 通算   | 日本   | 日本   | J3     | 8 | 0 | 8 | 0 |
| 総通算 | 総通算 | 総通算 | 総通算 | 8 | 0 | 8 | 0 |

- Jリーグ初出場 - 2014年3月23日 J3第3節 vsグルージャ盛岡（盛岡南公園球技場）
- Jリーグ初得点 - 2016年10月30日 J3第27節 vsガンバ大阪U-23（万博記念競技場）

## タイトル

### クラブ
湘南ベルマーレ
- Jリーグ ディビジョン2：1回（2014年）

ガイナーレ鳥取
- 鳥取県サッカー選手権大会：1回（2016年）

いわてグルージャ盛岡
- 岩手県サッカー選手権大会：3回（2018年、2019年、2021年）

### 個人
- 全国高等学校サッカー選手権大会 優秀選手 (2011年)

## 代表歴
- U-17日本代表
- U-18日本代表
  - AFC U-19選手権2014 (予選)
- U-19日本代表